# Элен Смит

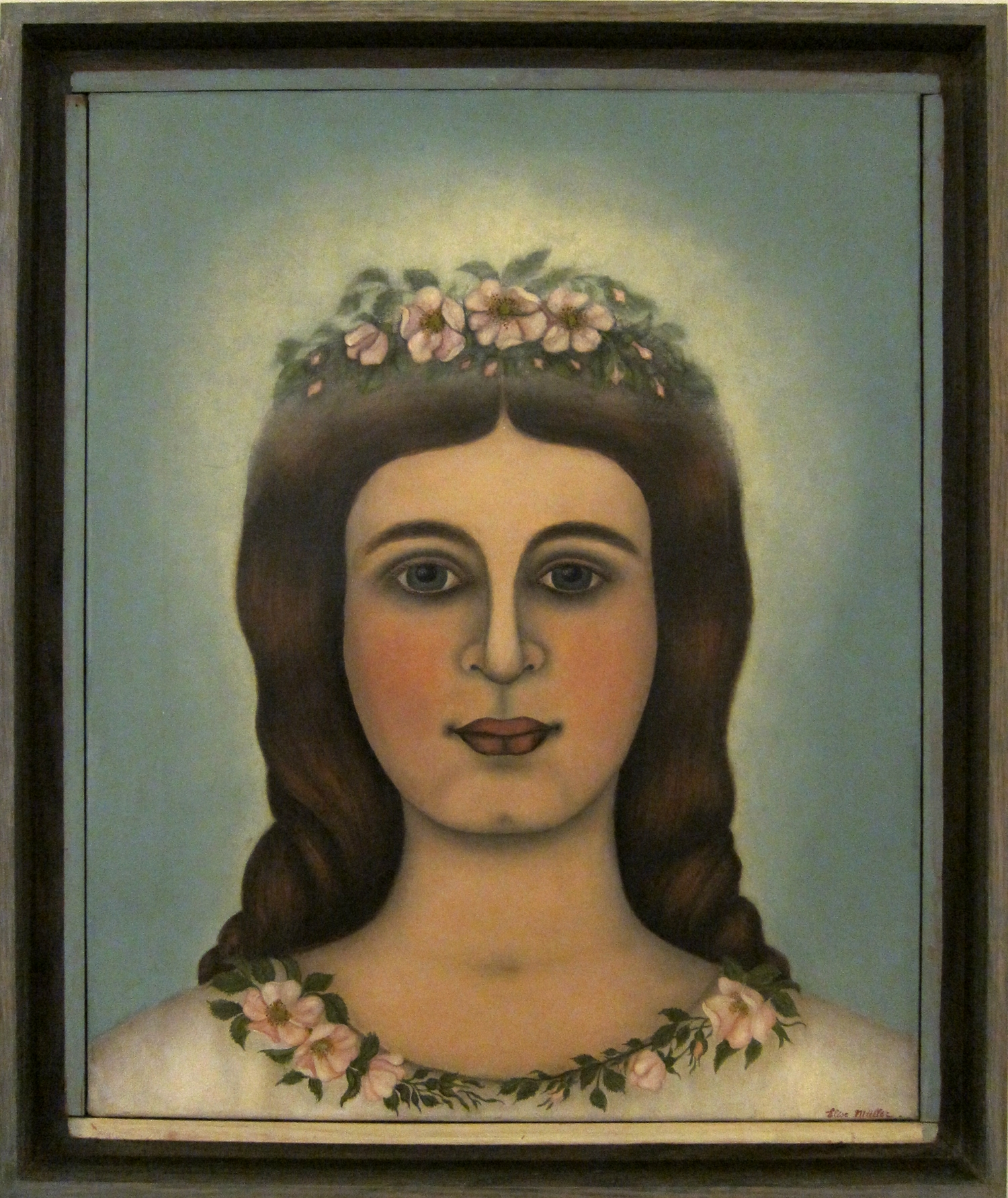
La fille de Jaïrus (1913)

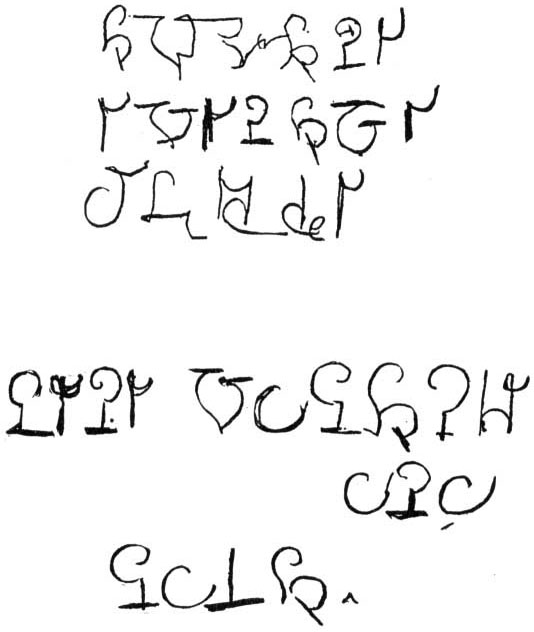
Пример текста на марсианском языке в изложении Э. Смит.

Элен Смит (фр. Hélène Smith; наст. имя Катерина-Элиза Мюллер (нем. Catherine-Élise Müller); 9 декабря 1861, Мартиньи — 10 июня 1929, Женева) — швейцарская художница, представительница Ар Брют, спиритистка и медиум.

## Биография
С раннего детства К.-Э. Мюллер была мечтательным ребёнком, держалась с посторонними отчуждённо, увлекалась чтением и рисованием. После окончания школы она изучает коммерцию. Её постоянно посещают видения и терзают различные страхи. В возрасте 30 лет Мюллер начинает интересоваться спиритизмом, участвует в сеансах и показывает себя сильным медиумом. В 1895 году она знакомится с женевским психиатром Теодором Флурнуа, который даёт ей псевдоним «Элен Смит» и интенсивно с ней работает последующие 4 года.
В течение многочисленных психологических заседаний, на которых кроме Элен Смит и Флурнуа также присутствовал лингвист Фердинанд де Соссюр, находившаяся в состоянии транса Смит «пережила» по очереди свои 3 «предыдущие жизни». С её слов, ведомая своим духом-защитником Леопольдом (он же Алессандро Калиостро), Смит реинкарнировала в своём первом, индусском жизненном цикле, когда она якобы была принцессой Синандини, жившей в XV веке. При этом Смит в речи использовала санскрит. В своём втором жизненном цикле она якобы была Марией-Антуанеттой. В третьем цикле она становится неведомой космической путешественницей на Марс. При этом для описания своего полёта к этой планете Смит использует созданный ею самой «марсианский шрифт» и при помощи акварелей иллюстрирует поверхность Марса и изображает его обитателей. В вышедшем в 1900 году сочинении Des Indes à la planète Mars Т. Флурнуа подробно описывает все три психических состояния/жизненных цикла своей пациентки и указывает при этом на необычно мощную работу её подсознания. Примечательно, что в том же 1900 году выходит работа З. Фрейда Толкование сновидений.
В 1900 году Э. Смит получает финансовую поддержку от некоей богатой американки, оставляет работу и берёт уроки рисования. В 1903 году ей «является» Иисус Христос, и при этом голос духа Леопольда сообщает Э. Смит, что она должна нарисовать Иисуса. Начиная с 1905 года, художница создаёт картины религиозного содержания — изображения Христа и Богородицы, 12 крупноформатных произведений, сделанных масляными красками на деревянных досках. Рисует она, как правило, пальцами и ладонями, редко применяя кисти. Выполняя эти работы, Смит остаётся в уверенности, что все они имеют мистическое происхождение. В 1913 году на конгрессе психологов в Женеве Э. Смит сообщает о своём творческом процессе следующее: «В дни, когда я должна рисовать, меня будят (духи) рано утром, между 5 и 6 часами громко стуча трижды о мою кровать. Я встаю и иду к полотну. За два шага до него меня охватывают странные ощущения и я испытываю такое состояние, как будто засыпаю. Позднее я знаю, что и в самом деле спала, так как замечаю на своих пальцах краску разных цветов и при этом не могу вспомнить, чтобы ею пользовалась».
Профессор психологии Теодор Флурнуа после исследования им Элен Смит пришёл к выводу, что язык «марсианского» письма близок к её родному французскому, и что её откровения являются не более чем подсознательным воображением, основанным по большей части на забытых источниках.